# Otkopi
Otkopi falu Horvátországban Belovár-Bilogora megyében. Közigazgatásilag Končanicához tartozik.

## Fekvése
Belovártól légvonalban 36, közúton 44 km-re délkeletre, Daruvártól légvonalban 9, közúton 14 km-re északnyugatra, községközpontjától légvonalban 3, közúton 5 km-re északra, Nyugat-Szlavóniában, az Ilova bal partja melletti halastavak partján fekszik.

## Története
A 19. század közepén keletkezett Brestovac Odkope nevű északi határrészén. A Magyar Királyságon belül Horvát-Szlavónország részeként, Pozsega vármegye Daruvári járásának része volt. 1857-ben 3, 1910-ben 343 lakosa volt. A 19. század végén és a 20. század elején az olcsó földterületek miatt és a jobb megélhetés reményében magyar és cseh lakosság telepedett le itt. 1910-ben a népszámlálás adatai szerint lakosságának 55%-a magyar, 36%-a cseh anyanyelvű volt. Az első világháború után 1918-ban az új szerb-horvát-szlovén állam, majd később (1929-ben) Jugoszlávia része lett. 1941 és 1945 között a németbarát Független Horvát Államhoz, háború után a település a szocialista Jugoszláviához tartozott. 1991-től a független Horvátország része. 1991-ben lakosságának 54%-a cseh, 31%-a horvát nemzetiségű volt. 2011-ben a településnek 71 lakosa volt.

## Lakossága
| Lakosság változása | Lakosság változása | Lakosság változása | Lakosság változása | Lakosság változása | Lakosság változása | Lakosság változása | Lakosság változása | Lakosság változása | Lakosság változása | Lakosság változása | Lakosság változása | Lakosság változása | Lakosság változása | Lakosság változása | Lakosság változása |
| ------------------ | ------------------ | ------------------ | ------------------ | ------------------ | ------------------ | ------------------ | ------------------ | ------------------ | ------------------ | ------------------ | ------------------ | ------------------ | ------------------ | ------------------ | ------------------ |
| 1857               | 1869               | 1880               | 1890               | 1900               | 1910               | 1921               | 1931               | 1948               | 1953               | 1961               | 1971               | 1981               | 1991               | 2001               | 2011               |
| 3                  | 0                  | 0                  | 86                 | 291                | 343                | 363                | 274                | 299                | 305                | 295                | 204                | 157                | 120                | 98                 | 71                 |

## Nevezetességei
A 42-es számú ház telkén középkori kör alaprajzú erődítmény maradványai láthatók. A sáncok nyugati, az északi és a keleti oldalon ma is jól kivehetők. Azonosítása a középkori források alapján vitatott, Škiljan szerint a stupčanicai uradalomhoz tartozott.